# Edouard Taylor
Edouard-Henry Taylor (ur. 18 czerwca 1880 w Paryżu, zm. 24 września 1903 w Aubervilliers) – francuski kolarz torowy i szosowy, dwukrotny medalista mistrzostw świata.

## Kariera
Pierwszy sukces w karierze Edouard Taylor osiągnął w 1896 roku, kiedy zdobył brązowy medal w wyścigu ze startu zatrzymanego zawodowców podczas torowych mistrzostw kraju. Rok później został mistrzem Francji, a na rozgrywanych w 1900 roku mistrzostwach świata w Paryżu drugie trzecie miejsce, ulegając jedynie swemu rodakowi Constantowi Huretowi. Ostatni medal zdobył podczas mistrzostw świata w Berlinie w 1902 roku, gdzie zdobył brązowy medal, przegrywając tylko z Niemcem Thaddäusem Roblem i kolejnym Francuzem – Émile'em Bouhoursem. Ponadto w 1900 roku zdobył również brązowy medal w swej koronnej konkurencji podczas mistrzostw kontynentu. Nigdy nie wystąpił na igrzyskach olimpijskich. Zmarł 24 września 1903 roku z powodu gruźlicy.